# Больше-Атнинская волость
Больше-Атнинская волость (Атнинская, тат. ئۈلىٰ ئەتنە ۋولىٰسىٰ, Olь Ətnə  vulьsь, Олы Әтнә вулысы) — административно-территориальная единица в составе Казанского уезда Казанской губернии и Арского кантона Татарской АССР.
Волостное правление и квартира полицейского урядника находились в селении Большая Атня. На 1910-е годы граничила с Алатской, Мульминской, Больше-Менгерской волостями Казанского уезда и Кулле-Киминской и Кшкловской волостями Царёвококшайского уезда.
Волость возникла не позднее 1870 года в составе Казанского уезда Казанской губернии. В 1924 году укрупнена, в её состав вошли собственно Больше-Атнинская волость, селения Новые Куюки и Кошары Больше-Менгерской волости и селения Большая и Малая Шухота Алатской волости.
В 1930 году упразднена, вся территория волости (Больше-Атнинский, Старо-Менгерский, Кошарский, Нижне-Куюковский, Верхне-Вересковский, Нижне-Вересковский, Шухотинский, Марьянский, Коморгузинский, Мало-Атнинский, Шекенязский, Байчугинский сельсоветы) вошла в состав Тукаевского района.